# Яффа и Аскалон (графство)
Графство Яффа и Аскалон — государство крестоносцев, являлось одним из четырёх главных вассалов Иерусалимского королевства.

## История
Яффа была сделана крепостью Готфридом Бульонским в 1100 году, после окончания Первого Крестового похода, на неё безрезультатно претендовал Дагоберт Пизанский, первый латинский патриарх Иерусалима. Оставалась в королевском домене, пока в 1106 году не была отдана в лен Гуго I де Пюизе. Когда в 1134 году Гуго II де Пюизе поднял мятеж против короля Фулька, графство было разделено на несколько небольших владений, а Яффа перешла в королевский домен. Вскоре она стала апанажем младшего сына Фулька, Амори I. Когда в 1153 году его старший сын Балдуин III захватил Аскалон, он присоединил его к владениям своего брата.
Графство переходило к членам королевской фамилии или их супругам, или отдавалось кому-либо из них в «кормление» и приносило доход сразу нескольким членам семьи. В 1221 году графство было отдано Готье де Бриенну его дядей королём-консортом Жаном де Бриенном, Готье женился на внучке короля-консорта Амори II, который получил графство как наследство от своего брата Ги, также бывшего королём-консортом. Около 1250 года графство было передано ветви династии Ибелинов. С захватом Яффы Бейбарсом в 1268 году графство стало титулярным.

## Вассалы
Графство Яффа и Аскалон имело несколько собственных вассалов:
- Сеньория Рамла
- Сеньория Ибелин
- Сеньория Мирабель (всегда принадлежала Ибелинам и не отделялась от их владений)

## Графы Яффы и Аскалона
(курсивом — титулярные)
- королевский домен (1100—1110)
- Гуго I де Пюизе (1106—1118), кузен Балдуина II
- Альберт де Намюр (1118—1123)
- Гуго II де Пюизе (1122—1134), отобрано после мятежа
- королевский домен (1134—1157)
- Амори I (1157—1163) брат Балдуина III
- королевский домен (1163—1176), бывшая жена Амори, Агнесса де Куртенэ получала некоторый доход от графства, затем перешло к Сибилле, графами считались её мужья:
- Вильгельм Длинный Меч и Сибилла (1176—1177)
- королевский домен (1177—1180)
- Ги де Лузиньян и Сибилла (1180—1187)
- завоевано Саладином (1187—1192)
- Жоффруа де Лузиньян (1192—1193), брат Ги
- Амори II (1193—1197), брат Ги и король- консорт
- королевский домен (1197—1221)
- Готье IV де Бриенн (1221—1246), племянник Жана де Бриена и муж внучки Амори II
- Жан Ибелин (1246—1266)
- Жак Ибелин (1266—1268, титулярный 1268—1276)
- Ги I Ибелин (1276—1304)
- Гуго Ибелин (1304—1349)
- Балиан Ибелин (1349—1352)
- Ги II Ибелин (1352—1353)
- Балиан Ибелин (1353—1365)
- Жан Ибелин (1365—1367)
- Мария Ибелин (с Ренье Ле Пти) (1367)